# Хірадо-хан

Мон роду Мацура

Хірадо-хан (яп. 平戸藩, ひらどはん) — хан в Японії, у провінціях Хідзен та Ікі, регіоні Кюсю.

## Короткі відомості
- Адміністративний центр: містечко Хірадо повіту Мацура[1] (сучасне місто Хірадо префектури Наґасакі).

- Дохід: 61 000 коку.

- Управлявся родом Мацура, що належав до тодзама і мав статус володаря замку (城主). Голови роду мали право бути присутніми у вербовій залі сьоґуна.

- Дочірній хан: Хірадо-Сінден-хан.

- Ліквідований в 1871.

## Правителі
| №  | Ім'я               | Ім'я          | Роки        | Ранг, титул     | Примітки                       |
| -- | ------------------ | ------------- | ----------- | --------------- | ------------------------------ |
| 1  | Мацура Сіґенобу І  | 松浦鎮信 (І)  | 1587 — 1600 | 従四位下 肥前守 | Старший син Мацури Таканобу    |
| 2  | Мацура Хісанобу    | 松浦久信      | 1600 — 1602 | 従五位下 肥前守 | Старший син Мацури Сіґенобу І  |
| 3  | Мацура Таканобу    | 松浦隆信      | 1603 — 1637 | 従五位下 肥前守 | Старший син Мацури Хісанобу    |
| 4  | Мацура Сіґенобу ІІ | 松浦鎮信 (ІІ) | 1637 — 1689 | 従五位下 肥前守 | Старший син Мацури Таканобу    |
| 5  | Мацура Такасі      | 松浦 棟       | 1689 — 1713 | 従五位下 壱岐守 | Старший син Мацури Сіґенобу ІІ |
| 6  | Мацура Ацунобу     | 松浦篤信      | 1713 — 1727 | 従五位下 肥前守 | Третій син Мацури Сіґенобу ІІ  |
| 7  | Мацура Арінобу     | 松浦有信      | 1727 — 1728 | 従五位下 壱岐守 | Старший син Мацури Ацунобу     |
| 8  | Мацура Саненобу    | 松浦誠信      | 1728 — 1775 | 従五位下 肥前守 | Другий син Мацури Ацунобу      |
| 9  | Мацура Кійосі      | 松浦 清       | 1775 — 1806 | 従五位下 壱岐守 | Старший син Мацури Масанобу    |
| 10 | Мацура Хіросі      | 松浦 熈       | 1806 — 1841 | 従五位下 肥前守 | Третій син Мацури Кійосі       |
| 11 | Мацура Терасу      | 松浦 曜       | 1841 — 1858 | 従五位下 壱岐守 | Старший син Мацури Хіросі      |
| 12 | Мацура Акіра       | 松浦 詮       | 1858 — 1871 | 従五位下 肥前守 | Старший син Мацури Акі         |